# Биссет, Жаклин
Жакли́н Биссе́т (англ. Jacqueline Bisset; /ˈbɪsɪt/; род. 13 сентября 1944 в Уэйбридже, графство Суррей, Англия) — британская киноактриса, известная по ролям в фильмах 1960—80-х годов, среди которых такие значительные, как «Американская ночь» Трюффо (1973) и «Бездна» Йетса (1977). Популярность в СССР и России она завоевала благодаря ролям в фильмах «Великолепный» (1973), «Убийство в «Восточном экспрессе» (1974), «Бездна» (1977), «Дикая орхидея» (1989) и «Наполеон и Жозефина» (1987), в котором она сыграла Жозефину Богарне.
Обладательница премии «Золотой глобус» за роль в мини-сериале «Танцы на грани» (2013). В последние годы Биссет принимает участие в различных телевизионных проектах, наиболее заметным из которых стал телесериал «Части тела» (2006).

## Биография

### Ранние годы
Биссет, получившая при рождении имя Уинифред Жаклин Фрейзер-Биссет, появилась на свет в Вейбридже, графство Суррей, Англия. Её мать — Арлетт Александер, наполовину француженка, наполовину англичанка, архитектор и адвокат; отец — Макс Фрейзер-Биссет, шотландец, участковый врач-терапевт.
Во время Второй мировой войны мать Биссет на велосипеде добралась из Парижа до побережья, чтобы уплыть в Британию вместе с отступавшими перед вторжением немцев войсками. У Биссет был брат по имени Макс. Мать научила Биссет французскому языку и определила в лондонский Французский лицей имени Шарля де Голля. Когда Жаклин была подростком, у её матери диагностировали рассеянный склероз. В 1968 году, после 28 лет совместной жизни, родители Биссет развелись, и Жаклин осталась с больной матерью.
В детстве Жаклин брала уроки балета, позже училась актёрскому мастерству и параллельно работала манекенщицей, чтобы оплатить учёбу.

### Карьера
В 1967 году Биссет получила роль в фильме «Двое на дороге», где стала партнершей Одри Хепбёрн и Альберта Финни. Следующей работой стала роль мисс Гудфингс в пародийной комедии о Джеймсе Бонде «Казино „Рояль“». В том же году она сыграла ставшую знаменательной роль подруги Стива Маккуина в боевике «Буллит». В 1970 она была в числе звёзд, приглашённых в фильм-катастрофу «Аэропорт» вместе с Дином Мартином, Бертом Ланкастером, Джин Сиберг и Хелен Хейз. Картина была номинирована на премию Академии киноискусств за лучший фильм.
В 1971 году вышла британская кинолента «Secrets» — единственная, в которой Биссет снималась в обнажённом виде.
В 1973 сыграла вместе с Жан-Полем Бельмондо в фильме «Великолепный» режиссёра Филиппа Де Брока. В 1975 году сыграла главную роль в фильме Луиджи Коменчини «Женщина на воскресенье».
В 1977 вышел фильм «Бездна», в котором её партнерами были Роберт Шоу и Ник Нолти. Кинолента принесла ей популярность в Америке, в том числе благодаря сцене, в которой Биссет плавала в море, ничего не надев под футболку. Кассовый успех фильма позволил продюсеру Питеру Гьюберу заявить: «Эта футболка сделала меня богачом», а за Жаклин закрепить славу популяризатора конкурса мокрых футболок. В том же году «Newsweek» назвал Биссет «красивейшей киноактрисой всех времён».
К 1978 году Жаклин Биссет стала известной актрисой. Первая номинация на «Золотой глобус» досталась ей за комедию «Кто убивает великих европейских поваров?». Вскоре после этого она сыграла в фильмах «Богатые и знаменитые» (1981) с Кэндис Берген, «Класс» с Робом Лоу (1983) и «Под вулканом» с (1984) с Альбертом Финни. За последний Биссет снова была номинирована на «Золотой глобус». В 1996 году она претендовала на премию «Сезар» за роль в фильме «Церемония».
Биссет работала с такими режиссёрами, как Франсуа Трюффо, Джон Хьюстон, Джордж Кьюкор и Роман Полански. Несколько её фильмов вышло во Франции и Италии.
Со своими партнёрами Биссет часто снималась в нескольких фильмах. С Полом Ньюманом и Энтони Перкинсом она играла в фильме «Жизнь и времена судьи Роя Бина», с Ньюманом — в фильме «Когда кончилось время», с Финни — в фильмах «Двое на дороге», «Под вулканом» и «Убийство в „Восточном экспрессе“», где её партнерами также были Энтони Перкинс и Шон Коннери.
Биссет появлялась и в телевизионных фильмах, особенно часто — в последние годы. В 1999 году за мини-сериал «Жанна д’Арк» она была номинирована на премию «Эмми» . Другими заметными телепроектами с участием Жаклин Биссет — номинированные на «Эмми» фильмы «Иисус» (1999) и «В начале (2000)» с Мартином Ландау и Кристофером Ли. Также Биссет приглашали в эпизоды сериалов «Элли Макбил» и «Закон и порядок: Специальный корпус». Одной из последних работ актрисы стала роль Жаклин Кеннеди в фильме 2003 года «America’s Prince: The John F. Kennedy Jr. Story». В 2005 году она сыграла в фильме «Домино» с Кирой Найтли. Наиболее недавнее появление Биссет на телеэкране — роль в сериале «Части тела». В 2008 году на кинофестивале «Санденс» состоялась премьера фильма Боаза Якина «Death in Love», в которой Жаклин Биссет исполнила главную роль.

В отличие от многих актрис своего поколения, которым трудно найти работу после сорока, Биссет плавно изменила амплуа с главных героинь на характерные роли. Она остаётся востребованной и в Голливуде, и в Европе. В интервью бермудской газете в 2004 году она сказала:

«Киноиндустрия, возможно, больше в Америке, чем в Европе, всегда старалась эксплуатировать юную сексуальность. Для театра это не так важно, но в Америке киноаудитория молода и желает смотреть фильмы о любви и приключениях, которые близки им. В Америке не снимают интеллектуальное кино. Но не нужно требовать многого. Те, кто хочет получать удовольствие от работы как можно дольше, найдет себе роль и там. Я считаю, что нужно быть как можно более гибкой. Возможно, вы не окажетесь в одном из кассовых фильмов, но, если честно, кто захочет играть в подобном? Многие кассовые фильмы снимаются для подростков и выглядят ребячеством, роль в них не делает тебе чести. Многие актрисы, которых я знаю, разочаровываются в своей работе, но нужно приспосабливаться к реальности. Я просто нахожу своё место в чём-то, что считаю интересным, или играю в независимом кино».

### Личная жизнь
Жаклин Биссет никогда не была замужем, однако имела длительные романтические отношения с русским артистом балета Александром Годуновым с начала 1980-х годов в течение 7 лет.
Жаклин Биссет — крёстная мать Анджелины Джоли. Вместе со своей крестницей она сыграла в фильме «Мистер и миссис Смит» (2005), однако в окончательный вариант ленты эпизоды с Биссет не попали.
Биссет живёт на два дома: один — в Англии, другой — в Беверли-Хиллз, Калифорния.

## Избранная фильмография
- 1966 — Тупик / Cul-de-Sac — Жаклин
- 1967 — Казино «Рояль» / Casino Royale — мисс Гудфингс
- 1967 — Двое на дороге / Two for the road — Джекки
- 1967 — Кейптаунская афера / The Cape Town affair — Кэнди
- 1968 — Приятная поездка / The Sweet Ride — Вики Картрайт
- 1968 — Буллит / Bullitt — Кэти
- 1969 — В первый раз / The First Time — Анна
- 1969 — Тайный мир / Secret world — Венди
- 1970 — Аэропорт / Airport — Гвен Мейген
- 1970 — Кузнечик / The Grasshopper — Кристин Адамс
- 1971 — Вальс Мефистофеля / The Mephisto Waltz — Пола Кларксон
- 1971 — Поверь в меня / Believe in Me — Памела
- 1971 — Тайна / Secrets — Дженнифер Вуд
- 1972 — Жизнь и времена судьи Роя Бина / The Life and Times of Judge Roy Bean — Роуз Бин
- 1972 — Встаньте и рассчитайтесь / Stand Up and Be Counted — Шейла Хаммонд
- 1973 — Вор, который пришёл к обеду / The Thief Who Came to Dinner — Лаура Китон
- 1973 — Американская ночь / La Nuit Americaine — Жюли
- 1973 — Великолепный / La Magnifique — Кристин / суперагент Татьяна  (в советской прокатной версии — Диана)
- 1974 — Убийство в «Восточном экспрессе» / Murder on the Orient Express — графиня Андрени
- 1975 — Винтовая лестница / The Spiral Staircase — Хелен
- 1975 — Воскресная женщина / La donna della domenica — Анна-Карла
- 1975 — Судья и его палач / Der Richter und sein Henker — Анна Кроули
- 1976 — Сент Айвз / St. Ives — Джанет Уистлер
- 1977 — Бездна / The Deep — Гэйл Берк
- 1978 — Греческий магнат / The Greek Tycoon — Лиз Кэссиди
- 1978 — Кто убивает великих европейских поваров? / Who Is Killing the Great Chefs of Europe? — Наташа
- 1979 — Я люблю, я не люблю / Amo non amo — Луиза
- 1980 — Когда время уходит / When Time Ran Out — Кей Кирби
- 1981 — Богатые и знаменитые / Rich and Famous — Лиз Гамильтон
- 1982 — Инчхон / Inchon — Барбара Холлсворт
- 1983 — Класс / Class — Эллен Бёрроуз
- 1984 — Под вулканом / Under the Volcano — Ивонн Фермин
- 1984 — Запретная любовь / Forbidden — Нина фон Халдер
- 1985 — Анна Каренина / Anna Karenina — Анна Каренина
- 1986 — Выбор / Choices — Мариза Гранжьер
- 1987 — В разгар лета / High Season — Катрин Шоу
- 1987 — Наполеон и Жозефина / Napoleon And Josephine: A Love Story — Жозефина Богарне
- 1988 — Нефритовый дом / La maison de jade — Джейн Ламберт
- 1989 — Сцены классовой борьбы в Беверли-Хиллз / Scenes from the Class Struggle in Beverly Hills — Клэр Липкин
- 1990 — Дикая орхидея / Wild Orchid — Клаудиа
- 1991 — Служанка / Un amour de banquier; The Maid — Николь Шантрель
- 1991 — Россини / Rossini! Rossini! — Изабелла Колбран
- 1993 — Праздник / Les marmottes — Фредерик
- 1994 — Уходящая жизнь / Leave of Absence — Нелл
- 1995 — Церемония преступления / La Cérémonie — Катрин Лельевр
- 1996 — Сентябрь / September — Пандора
- 1996 — Роковая встреча / Once You Meet a Stranger — Шейла Гейнс
- 1997 — 2002 — Элли Макбил / Ally McBeal — Франсис Шоу (2 эпизода)
- 1997 — Конец лета / End of Summer — Кристин ван Бурен
- 1998 — Честная куртизанка / Dangerous Beauty — Паола Франко
- 1999 — Охота на ведьм / Witch Hunt — Барбара Томас
- 1999 — Пусть дьявол носит чёрное / Let the Devil Wear Black — Хелен Лайн
- 1999 — Иисус / Jesus — Мария
- 1999 — Люди, которые любят друг друга / Les gens qui s’aiment — Энжи
- 1999 — Жанна д’Арк / Joan of Arc — Изабель д’Арк
- 2000 — Британик / Britannic — леди Льюис
- 2000 — Пари Матч / Sex & Mrs. X) — мадам Симона
- 2000 — Новый день нового года / New Year’s Day — Джеральдина
- 2000 — Сотворение мира / In the Beginning — Сара
- 2001 — Сонная девчонка / The Sleepy Time Gal — Фрэнсис
- 2002 — Танцуя при полной Луне / Dancing at the Harvest Moon — Мэгги Уэббер
- 2003 — Принц Америки / America’s Prince: The John F. Kennedy Jr. Story — Жаклин Кеннеди
- 2003 — Последние дни / Lila Montagne — Лила Монтань (управляющая рестораном)
- 2003 — Свинг / Swing — Кристин / миссис ДеЛюка
- 2004 — Клуб выживших / The Survivors Club — Кэрол Розен
- 2005 — Домино / Domino — Софи Уинн
- 2006 — За мной последний танец 2 / Save the Last Dance 2 — Моника Делакруа
- 2006 — Части тела / Nip/Tuck — приглашённая звезда
- 2007 — Голос из прошлого / Carolina Moon — Маргарет
- 2008 — Смерть в любви / Death in Love — мать
- 2008 — Старый добрый День Благодарения / An Old Fashioned Thanksgiving — Изабелла
- 2010 — Старомодное Рождество / An Old Fashioned Christmas — Изабелла
- 2011 — 2012 — Риццоли и Айлс / Rizzoli & Isles — Констанс Айлс
- 2013 — Танцы на грани / Dancing on the Edge — леди Кремон
- 2014 — Добро пожаловать в Нью-Йорк / Welcome to New York — Симона
- 2015 — Уже скучаю по тебе / Miss You Already — Миранда
- 2017 — Двуличный любовник / L’amant double — мать Хлои и Сандры
- 2017 — 9/11 — Дайан
- 2018 — Двойная игра / Backstabbing for Beginners — Дюпре
- 2018 — Лучший день моей жизни / Here and Now — Жанна
- 2018 — Эшер / Asher — Дора
- 2018 — Мёд в голове / Head Full of Honey — Вивиан
- 2020 -  Наваждение Джули (Франция)
- 2021 — Райские птицы / Birds of Paradise